# 溫特山 (東開普省)
32°39′S 26°17′E / 32.650°S 26.283°E
溫特山是南非的山脈，位於該國東南部東開普省，處於首都比勒陀利亞以南800公里，最高點海拔高度2,371米，山體由砂岩和頁岩組成。